# أنا الرب إلهك
أَنَا الرَّبُ إِلَٰهُكَ أو أنا يهوه إلهك (بالعبرية: אָֽנֹכִ֖י֙ יְהוָ֣ה אֱלֹהֶ֑֔יךָ) هي أول عبارة في الوصايا العشر التي تلقفها موسى منقوشة على لوحي الشريعة في جبل حوريب.
نص الوصايا العشر وفقا سفر الخروج يبدأ:
«أَنَا الرَّبُّ إِلهُكَ الَّذِي أَخْرَجَكَ مِنْ أَرْضِ مِصْرَ مِنْ بَيْتِ الْعُبُودِيَّةِ.
لاَ يَكُنْ لَكَ آلِهَةٌ أُخْرَى أَمَامِي.
لاَ تَصْنَعْ لَكَ تِمْثَالًا مَنْحُوتًا، وَلاَ صُورَةً مَا مِمَّا فِي السَّمَاءِ مِنْ فَوْقُ، وَمَا فِي الأَرْضِ مِنْ تَحْتُ، وَمَا فِي الْمَاءِ مِنْ تَحْتِ الأَرْضِ.
لاَ تَسْجُدْ لَهُنَّ وَلاَ تَعْبُدْهُنَّ، لأَنِّي أَنَا الرَّبَّ إِلهَكَ إِلهٌ غَيُورٌ، أَفْتَقِدُ ذُنُوبَ الآبَاءِ فِي الأَبْنَاءِ فِي الْجِيلِ الثَّالِثِ وَالرَّابعِ مِنْ مُبْغِضِيَّ،
وَأَصْنَعُ إِحْسَانًا إِلَى أُلُوفٍ مِنْ مُحِبِّيَّ وَحَافِظِي وَصَايَايَ.
لاَ تَنْطِقْ بِاسْمِ الرَّبِّ إِلهِكَ بَاطِلًا، لأَنَّ الرَّبَّ لاَ يُبْرِئُ مَنْ نَطَقَ بِاسْمِهِ بَاطِلًا.»
بحسب سفر الخروج فهذه الفقرة هي مقدمة الوصايا العشر، وهي تحدد هوية الله باسمه الشخصي وعمله التاريخي المتمثل في إنقاذ بني إسرائيل من مصر.
فيذكر الرب أفعاله القوية في التاريخ، ويحذر بني إسرائيل من السقوط في التعبد لآلهة الوثنيين مع عبادتهم لله مثل آلهة مصر وآلهة كنعان وآلهة الأممين والآلهة التي تُعبد كأصنام، أو النجوم، أو الأشياء الموجودة في الطبيعة.
ويتبع النص نمط معاهدة ملكية قديمة، حيث يبدأ الملك بتعريف نفسه بالاسم والأفعال البارزة، ووهكذا يثبت الرب موقعه بالنسبة للإسرائيليين الذين يُتوقع منهم تقديم الخضوع والولاء والطاعة له.  ويؤسس منطق العهد علاقة حصرية، وسيادة واحدة فقط، تظهر جلية في المقطع الثاني من الوصية: لا يكن لك آلهة أخرى أمامي.